# Marktrodach
Marktrodach település Németországban, azon belül Bajorországban. Lakosainak száma 3686 fő (2023. december 31.).

## Népesség
A település népessége az elmúlt években az alábbi módon változott:
| Lakosok száma | 3672 | 1434 | 3806 | 3772 | 3715 | 3720 | 3743 | 3746 | 3705 | 3686 |
|               | 1970 | 1975 | 2011 | 2012 | 2014 | 2015 | 2017 | 2019 | 2022 | 2023 |